# Pavilion Theatre

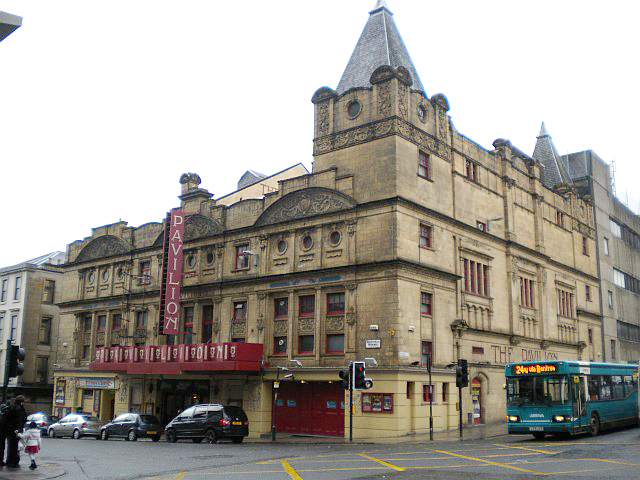
Pavilion Theatre

Das Pavilion Theatre, ursprünglich The Glasgow Pavilion Palace of Varieties, ist ein Varietétheater in der schottischen Stadt Glasgow. 1977 wurde das Bauwerk in die schottischen Denkmallisten in der Kategorie B aufgenommen. Die Hochstufung in die höchste Denkmalkategorie A erfolgte 2010.

## Geschichte
Das Gebäude wurde zwischen 1902 und 1904 nach einem Entwurf des bedeutenden Theaterarchitekten Bertie Crewe erbaut. Am 29. Februar 1904 fand die Eröffnung statt. In den ersten Jahren fokussierte das Theater auf Varieté, Melodramen und pantomimische Aufführungen. In dem Theater traten zahlreiche bekannte Künstler auf, darunter auch der zu dieser Zeit noch unbekannte Charlie Chaplin. Seit den 1930er Jahren ist das Programm auf Varieté spezialisiert. Heute handelt es sich bei dem Pavilion Theatre um das einzige privat geführte und nicht subventionierte Theater Schottlands.

## Beschreibung
Das Theater steht an der Kreuzung der Renfrew Street mit der Renfield Street am Nordrand des Glasgower Zentrums. Der dreistöckige Neobarockbau ist im Stile des französischen Barocks ausgestaltet. Die Hauptfassade entlang der Renfield Street ist drei Achsen weit. Die Fassade ist aufwändig mit segmentbögigen Giebeln mit skulpturierten Tympana ausgestaltet. Gurtgesimse gliedern die Fassade horizontal. Von der Kante ragt ein Turm mit schiefergedecktem Pyramidendach auf. Die Fassade entlang der Renfrew Street ist fünf Achsen weit, die im Schema 1–3–1 angeordnet sind. Sie ist schlichter mit skulpturierten Pilastern ausgestaltet. Ein Fries zeigt den Theaternamen.